# Cayo Galindo Sandoval
Cayo César Galindo Sandoval (19 de junio de 1968) es un político y abogado peruano. Fue Congresista de la República en el período 2006 - 2011. Viceministro de Trabajo del Ministerio de Trabajo y Promoción del Empleo.

## Biografía
Cayo César Galindo Sandoval, abogado por la Pontificia Universidad Católica del Perú, con más de 24 años de ejercicio profesional en el ámbito público y privado. Egresado del Doctorado en Derecho y Ciencias Políticas en la Universidad Nacional Mayor de San Marcos, así como de la Maestría en Ciencia Política con mención en Gestión Pública en la Pontificia Universidad Católica del Perú, y de la Maestría en Derecho Civil y Comercial en la Universidad Nacional Mayor de San Marcos; con Postgrado en Desarrollo y Defensa Nacional en el Centro de Altos Estudios Nacionales – CAEN y en Gobernabilidad y Gerencia Política en la Pontificia Universidad Católica del Perú y The Graduate School of Political Management de la George Washington University (GWU).
Ha ejercido el cargo de: Viceministro de Trabajo del Ministerio de Trabajo y Promoción del Empleo, jefe de Gabinete de Asesores del Ministerio de Justicia y Derechos Humanos, jefe de Gabinete de Asesores del Ministerio de Trabajo y Promoción del Empleo. asesor de la Presidencia del Congreso de la República, asesor de la Oficialía Mayor del Congreso de la República. Asesor del Despacho Ministerial del Ministerio de la Producción, secretario Técnico (e) del Consejo Nacional del Trabajo, presidente del Consejo Especial de Designación de Presidente de Tribunales Arbitrales de Entidades Públicas y Empresas del Estado y miembro del Consejo Directivo de FONDOEMPLEO.
Elegido Magistrado del Tribunal Constitucional en el año 2013, mediante Resolución Legislativa del Congreso 004-2012-2013-CR.
Congresista de la República del 2006 al 2011; siendo, durante el citado periodo parlamentario, miembro titular de las comisiones parlamentarias de Constitución y Reglamento, de Justicia y Derechos Humanos, de la Comisión Especial Revisora del Código Penal, de la Comisión Especial de Racionalización de la Legislación Nacional y de la Subcomisión de Acusaciones Constitucionales, entre otras.
He ejercido la docencia en la Escuela de Ciencias Políticas – Facultad de Derecho de la Universidad Nacional Mayor de San Marcos, con la cátedra Teoría del Poder Político; así como en Derechos Humanos y Derecho Constitucional en la Escuela de Inteligencia del Ejército.